# 하자 알만수리
하자 알만수리(1983년 12월 13일 ~ , 아랍어: هَزَّاع ٱلْمَنْصُوْرِي, 본명: 하자 알리 압단 칼판 알만수리(아랍어: هَزَّاع عَلِي عَبْدان خَلْفَان ٱلْمَنْصُوْرِي))는 아랍에미리트 최초의 우주인이다. 아랍에미리트 공군 복무 시절에는 최연소 F-16 전투기 조종사였다. 2019년 9월 25일에 러시아 소유스 MS-15 우주선을 타고 국제 우주 정거장에서 8일 동안 머물렀다. 2019년 10월 3일에는 소유스 MS-12를 타고 아랍에미리트 최초의 우주인 임무를 완수해 카자흐스탄에 무사히 착륙했다.
아부다비 토후국에서 태어난 알만수리는 2004년에 칼리파 빈 자예드 항공 대학에서 항공학과 학사 학위를 받고 졸업했다. 우주 비행사가 되기 이전에는 아랍에미리트 공군 소령으로 복무하면서 F-16 전투기를 조종했다. 2018년 9월 3일에는 술탄 알네야디와 함께 무함마드 빈 라시드 우주 센터로부터 아랍에미리트 최초의 우주인으로 선정되었고 러시아 스타시티의 유리 가가린 우주비행사 훈련 센터에서 훈련을 받았다.

## 어린 시절과 교육
하자 알만수리는 1983년 12월 13일에 아랍에미리트의 수도인 아부다비 교외에 위치한 알와트바에서 태어났다. 알만수리는 어린 시절의 대부분을 보낸 리와 사막에서 어두운 밤에 별과 유성을 탐험하고 보는 것을 좋아했다. 알만수리는 조종사가 되는 것을 꿈꿨고 비행기와 우주 여행에 관한 책을 읽는 것을 좋아했다.
알다프라 지역의 리와에 있는 알세디크 고등학교를 졸업한 알만수리는 칼리파 빈 자예드 항공 대학에 입학했으며 2004년에 항공학 학사 학위를 받고 졸업했다.

## 사생활
알만수리는 2007년 7월에 결혼해 마리암, 알리, 압둘라, 만수르 등 4명의 자녀를 두고 있다. 알만수리는 아랍에미리트의 국기와 그의 가족의 사진을 우주로 가져갔다.

## 군 복무 경력
알만수리는 칼리파 빈 자예드 항공 대학을 졸업한 이후에 아랍에미리트 공군에 입대하여 전투기 조종사가 됐다. 아랍에미리트 공군 소령 계급에 오른 알만수리는 미국 애리조나주에서 F-16 파이팅 팰컨 훈련을 성공적으로 마쳤고 아랍에미리트의 최연소 F-16 전투기 조종사가 되었다. 알만수리는 워터 서바이벌, 최대 9G의 자이로 랩 코스, 레드 플래그 훈련에서 고급 훈련 과정을 거쳤다. 2016년에는 에어쇼 파일럿 훈련으로 발탁되기도 했다. 2017년에는 두바이 에어쇼에 참가하여 2017년 12월 2일에 아랍에미리트 국경일을 맞아 아랍에미리트의 여러 도시에서 다양한 쇼에 참가하였다.

## 우주인 경력
무함마드 빈 라시드 알막툼 아랍에미리트 부통령 겸 총리는 2017년 12월 6일에 자신의 트위터에 "어린 아랍에미리트인들이 무함마드 빈 라시드 우주 센터를 통해 아랍에미리트의 우주인 프로그램에 등록하도록 초청한다."고 적었다. 알만수리는 아랍에미리트와 러시아에서 일련의 테스트를 거쳐 4,022명의 지원자 중에서 선발된 2명 가운데 1명이었다. 특히 그의 공군 복무 경력이 그가 시험에 합격하는 데 도움이 되었다.
무함마드 빈 라시드 알막툼 아랍에미리트 총리는 2018년 9월 3일에 자신의 트위터를 통해 "우리는 오늘 하자 알만수리와 술탄 알나야디를 국제 우주 정거장에 보낼 아랍에미리트의 첫 우주인으로 결정했다. 하자와 술탄은 모든 젊은 아랍인들을 대표하며 아랍에미리트가 갖고 있는 야망의 정점을 대표한다."고 설명했다.
알만수리는 무함마드 빈 라시드 우주 센터(MBRSC)와 러시아 우주국 로스코스모스 간의 아랍에미리트의 우주인 양성을 위한 협약의 일환으로 국제 우주 정거장(ISS) 임무에 대비해 러시아 스타 시티의 유리 가가린 우주인 훈련센터에서 훈련을 받았다.

### 소유스 MS-15/소유스 MS-12
무함마드 빈 라시드 우주 센터(MBRSC)는 2019년 4월 12일에 알만수리를 국제 우주 정거장(ISS)에서 8일 동안의 임무를 수행할 주요 우주인으로 선정했다고 발표했다. 알만수리는 러시아 출신의 사령관인 올레크 스크리포치카, 미국 출신의 비행 엔지니어 제시카 메이어와 함께 소유스 MS-15에 배치되었는데 이들은 모두 61/62 탐험의 일환으로 204일 동안 국제 우주 정거장에 탑승하게 된다. 알만수리는 스크리포치카와 메이어와 달리 소유스 MS-12에 탑승한 지 8일 만에 러시아 출신의 사령관인 알렉세이 옵치닌, 미국 출신의 항공 엔지니어인 닉 헤이그와 함께 착륙했다. 이들은 59/60 탐험대의 일환으로 203일 동안 국제 우주 정거장에 머문 다음에 귀환하게 된다.
알만수리, 스크리포치카, 메이어를 태운 소유스 우주선은 2019년 9월 25일에 카자흐스탄 바이코누르 우주 기지에서 발사되었다. 원래 이 우주선은 포이스크 모듈에 도킹할 예정이었으나 소유스 MS-13은 한 달 전 즈베즈다 모듈에 도킹할 수 있도록 이전했다. 소유스 MS-15와 즈베즈다 사이의 해치가 열리면서 알만수리, 스크리포치카, 메이어는 6명의 승무원을 만날 수 있었다.
알만수리의 짧은 임무 수행을 용이하게 하기 위해 필요했던 "직접 인계" 때문에 그의 임무는 국제 우주 정거장에 9명이 탑승한 이례적인 시기에 이루어졌다. 이 과정에서 소유스 MS-12에 탑승했던 알렉세이 옵치닌, 닉 헤이그, 크리스티나 코흐, 소유스 MS-13에 탑승했던 알렉산드르 스크보르초프, 루카 파르미타노, 앤드루 모건이 소유스 MS-15에 탑승한 3명의 승무원과 함께 국제 우주 정거장에 함께 탑승했다. 알만수리는 국제 우주 정거장에서의 짧은 체류 기간 동안에 무함마드 빈 라시드 우주 센터가 아랍에미리트의 학생들을 대상으로 진행한 "우주 과학" 공모전에서 선정된 15가지 실험을 진행했고 지구 관측 실험도 진행했다. 또한 아랍인으로는 최초로 국제 우주 정거장을 촬영했고 중동인으로는 최초로 극미중력에 대한 연구를 진행했다.
2019년 10월 3일에는 소유스 MS-12 우주선에 탑승한 알만수리, 옵치닌, 헤이그가 국제 우주 정거장에서 도킹을 해제하고 원정 60을 종료했다. 세 사람은 공식적으로 원정 61을 시작했으며 우주에서 5시간 정도 자유 비행을 하고 카자흐스탄 스텝 지대에서 착륙했다. 옵치닌과 알만수리는 알만수리가 아랍에미리트로 귀환하기 전에 러시아의 스타 시티로 날아갔다.

### 용어
아랍에미리트와 러시아 정부 간의 합의를 통해 소유스 우주선과 국제 우주 정거장에 탑승한 하자 알만수리의 역할은 로스코스모스, 미국 항공 우주국(NASA) 문서 및 언론 브리핑에서 "우주 비행 참가자"라고 언급된다. 미국 항공 우주국은 2019년 10월 3일에 지구로 귀환하는 임무를 수행한 알만수리를 "방문 우주인"이라고 명명했다. 무함마드 빈 라시드 우주 센터는 그의 임무를 "아랍에미리트 우주 비행사 임무 1호" 또는 "자예드의 야망"이라고 부른다.

## 같이 보기
- 나라별 최초의 우주인